# Lamborghini Miura
Lamborghini Miura är en sportbil byggd i Italien av Lamborghini åren 1966–1973.
Miura var den första supersportbilen och den första mittmotor-bilen avsedd för landsvägsbruk. Produktionen uppgick till 765 exemplar.
Varianter:
| Modell | Motor               | Cylindervolym | Effekt | Bränsle                    |
| ------ | ------------------- | ------------- | ------ | -------------------------- |
| P400   | 12-cyl V-motor dohc | 3929 cm³      | 350 hk | 4 st Weber 40IDL förgasare |
| P400S  | 12-cyl V-motor dohc | 3929 cm³      | 370 hk | 4 st Weber 40IDL förgasare |
| P400SV | 12-cyl V-motor dohc | 3929 cm³      | 385 hk | 4 st Weber 40IDL förgasare |